# Kongens sidste færd
|  | Denne artikel er oprettet af botten Steenthbot ud fra en ekstern database. Den kan derfor have sproglige fejl eller mangler. Denne skabelon kan fjernes efter kontrol af indholdet. |

Kongens sidste færd er en dansk dokumentarfilm fra 1972.

## Handling
Glimt fra kong Frederik d. 9.s begravelse.